# Pierre Bouchard (auteur)
 (décembre 2018).
Pour les articles homonymes, voir Pierre Bouchard et Bouchard.
Pierre Bouchard, parfois dit New Joe Cool, est un auteur de bande dessinée, illustrateur et street-artist québécois né le 31 août 1974.

## Biographie
Cofondateur du Fanzine Bidon, Pierre Bouchard se fait connaître par son trait volontairement brouillon et son ton décalé.
Il obtient en 2008 le Prix Réal Fillion, pour L'Île aux ours, son premier album, publié par Mécanique générale.
Ayant l'habitude de se mettre en scène dans ses planches, où tout du moins de mettre un personnage lui ressemblant et portant son nom, il pousse cette idée à l'extrême en dessinant Motel Galactic, une autobiographie fictive de « Pierre Bouchard 2.1.1 » sur des scénarios de Francis Desharnais.
Parallèlement, il est très actif dans l'art urbain, notamment au sein du collectif « United Colors of Béton », qu'il a cofondé,

## Œuvres
Participation aux collectifs Plan cartésien, Terriens - planches contre le racisme, Bagarre, Zik & Bd, Faux amis, etc.
- Jimmy, Colosse, 2006.
- L'Île-aux-Ours, Mécanique générale, 2007.
- Ti-Jésus de plâtre, Colosse, 2008.
- Motel Galactic, scénario de Francis Desharnais, Éditions Pow Pow :

1. Motel Galactic, 2011.
2. Le Folklore contre-attaque, 2012.
3. Comme dans le temps, 2013.

- Je sais tout, Éditions Pow Pow, 2014.

## Récompenses
- 2008 : Prix Bédéis causa, catégories Prix Réal Fillion, pour L'Île aux ours[1].